# Marília Samper
Marília Samper   (São Paulo, 1974) és una dramaturga, directora de teatre i traductora, resident a Barcelona. Va formar-se en Direcció i Dramaturgia a l'Institut del Teatre de Barcelona.

## Obra
Els textos de l'escriptora paulistana tenen un rerefons de crítica social, ja que tracten temes com el feminisme i la violència masclista, la precarietat, la migració i el desarrelament, la religió, la dependència i les relacions familiars, d'amistat i de parella, etc.
Ha intervingut en les següents obres:
| Títol                               | Any  | Tasques           | Premis                                                                                                  |
| ----------------------------------- | ---- | ----------------- | --- |
| 405                                 | 2001 | Autoria           | Accésit del Premi Nacional Marqués de Bradomín, Accésit del Premi Miguel Romero Esteo                   |
| Menú del dia                        | 2002 | Autoria           | Accésit del Premi Nacional Marqués de Bradomín, Accésit del Premi Miguel Romero Esteo                   |
| La orilla perra del mundo           | 2004 | Coautoria         | |
| Un verdadero cowboy                 | 2006 | Autoria           | Premi Ciutat de València, Premi Carlos Carvalho del VI Concurso Nacional de Dramaturgia de Porto Alegre |
| Dos punkis i un vespino             | 2010 | Direcció          | Premi d'escenificació de l'Institut del Teatre de Barcelona                                             |
| F3dra, pleasure and pain            | 2011 | Autoria           | |
| Udol                                | 2012 | Autoria           | |
| L’ombra al meu costat               | 2012 | Autoria, direcció | |
| Petits monstres                     | 2013 | Autoria, direcció | |
| Línies                              |      | Autoria, direcció | |
| Milim (espectacle musical)          |      | Autoria, direcció | |
| Kilòmetres                          | 2015 | Autoria, direcció | |
| Yal (espectacle flamenc)            | 2015 | Direcció          | |
| You're pretty and I'm drunk         |      | Direcció          | |
| Treballs d’amor perduts             |      | Direcció          | |
| Suïcides                            |      | Direcció          | |
| Si existeix, encara no ho he trobat |      | Direcció          | |
| Pulmons                             |      | Direcció          | |
| Umbre (Sombras)                     | 2017 | Autoria           | |
| L'alegria                           | 2018 | Autoria, direcció | |
| Un verdadero cowboy                 | 2019 | Autoria           | |
| El que no es diu                    | 2021 | Autoria, direcció | |

Dintre del projecte Fabulamundi, en la temporada 2013/14 va poder representar la seva obra a Heidelberg i Bucarest, ciutat on va tornar l'any 2017, amb el text Sombras. L'obra Un verdadero cowboy va poder veure's a Atenes.
En la temporada 2016/17 va convertir-se en la primera autora resident de la Sala Beckett, on va estrenar la peça L’alegria.
Samper s'ha encarregat de la traducció a l'espanyol i al portuguès d'algunes de les seves obres i ha intervingut en conferències sobre traducció de textos teatrals. També ha impartit classes d'escriptura, també per teatre.

## Vida personal
Marília Samper és nascuda a São Paulo, Brasil, de mare brasilera i pare sevillà. Té una infantesa nòmada, viu a Salvador, Bagdad, Saragossa, Mèxic, Guatemala i Xixón, fins que, amb 14 anys, la família s'estableix a Sevilla, on té el seu primer contacte amb el teatre, actua i comença a escriure. L'any 2001 arriba a Barcelona, on s'inscriu a l'Institut del Teatre i posteriorment comença la seva carrera professional.
En una de les diverses entrevistes que ha concedit a la periodista Montse Barderi, va declarar que no estava interessada en tenir fills i que la seva maternitat «està centrada en les meves obres, en el meu treball, que és una altra manera de ser mare».